# José Rafael de Guevara
José Rafael de Guevara y Guerra (1771-1847) fue un militar venezolano de destacada participación en la guerra de Independencia de Venezuela.

## Biografía
Nacido en Porlamar en 1771 siendo hijo de Andrés de Guevara y Lorenza Guerra de la Vega, ingresó en el ejército como cadete de la compañía de infantería de Milicias Regladas de Blancos de isla de Margarita el 9 de enero de 1788. Ascendido a capitán el 2 de junio de 1800 por pertenecer a una familia descendiente de los primeros conquistadores de la isla; en esos años fue compañero y amigo de Juan Bautista Arismendi. Los Guevara eran descendientes de Francisco de Guevara Soberanis, deudo del capitán conquistador Juan Niño Ladrón de Guevara, y parientes de las importantes familias isleñas Navarro, Guerra, Marcano, Herrera, Salazar y otras.
El 4 de mayo de 1810 se formó una junta de gobierno en la provincia de Margarita que apoyo, siendo designado comandante militar de la isla, siendo secundado por Arismendi. Entre sus primeras medidas estuvo adquirir fusiles y pertrechos para mejorar las capacidades de combate de sus milicias. A fines de noviembre, al ver como la junta provincial se mostraba cada vez más pro-realista, marcharon con sus milicianos a La Asunción, cambiando a los miembros de la junta aunque Guevara siguió como jefe militar, esta vez como coronel, quien aprovechó los dos años siguientes para formar un batallón de milicias de pardos leal a su persona.
Ante la caída de la Primera República de Venezuela, los patriotas de la isla aceptaron capitular y el capitán general Domingo de Monteverde envió al capitán Pascual Martínez a gobernar la provincia, arrestando a muchos cabecillas que fueron enviados a España o, principalmente, La Guaira. Alertado de un supuesto plan para alzarse contra el nuevo gobierno en Nochebuena, Martínez hizo 70 arrestos en diciembre de 1812, incluidos Guevara y Arismendi. Esos arrestos se vieron como una violación de lo pactado en la capitulación y generaron resentimientos. El 12 de junio de 1813, su hijo José Carmen encabezaba una revuelta que forzaba a Martínez a capitular. El realista fue encerrado en el calabozo del castillo San Carlos de Borromeo y Arismendi fue aclamado gobernador. El 9 de abril de 1815, cuando llegan el teniente general Pablo Morillo y su expedición a la isla, último bastión patriota tras la caída de la Segunda República de Venezuela, participa en la negociación de capitulación como segundo de Arismendi.
En 1817 combatió a las órdenes del general en jefe Santiago Mariño en Cumaná y Barcelona como mayor general o jefe de Estado Mayor, y a las órdenes del Jefe Supremo Simón Bolívar en la campaña de Guayana. Dos años después fue representante de la provincia de Margarita en el Congreso de Angostura. En 1820, siendo general de brigada fue nombrado gobernador político e intendente. En 1821 ya había recibido la Orden de Libertadores de Colombia. En 1825 estuvo entre los nombres que se barajaron para ocupar dos puestos de jueces militares de la Alta Corte Marcial (los otros fueron los también los generales de brigada José Miguel Pey, Juan Pablo Ayala Soriano y Federico D'Eben). En 1830 fue diputado por Margarita para la Convención Constitucional.
Se casó con Josefa Marcano, con quien tuvo al futuro José Carmen Guevara Marcano, otro destacado oficial patriota, y a José Rafael de Guevara Marcano, otro militar. Falleció en Carúpano el 25 de mayo de 1847.